# Ultraviolence
Ultraviolence es el nombre del segundo álbum de estudio grabado por la cantante y compositora estadounidense Lana Del Rey. Se lanzó el 13 de junio de 2014 en Alemania, los Países Bajos y Suiza mientras que en Norteamérica fue el 17 de ese mismo mes a través del sello discográfico Polydor Records e Interscope Records. Lana Del Rey se desempeñó como coescritora de todas las canciones, recibiendo ayuda de Rick Nowels —quien había trabajado con Del Rey en su disco anterior Born to Die— además de incluir un nuevo colaborador, Dan Auerbach, que se encargó de la mayoría de la producción.
En términos generales, Ultraviolence obtuvo reseñas de «mixtas» a «favorables» de parte de los críticos de música contemporánea, en cuanto a los sitios web que recopilan estos comentarios, Metacritic consiguió treinta y uno, recibiendo una calificación promedio de 74 sobre 100, de modo similar AnyDecentMusic? recopiló treinta y tres, llegando a acumular una puntuación de 7,2 de 10.
Para la promoción del álbum fueron lanzados cuatro sencillos: «West Coast», «Shades of Cool», «Ultraviolence», «Brooklyn Baby» y «Black Beauty», lanzado exclusivamente en Alemania. El primero de ellos tuvo un desempeño moderado al entrar en diversas listas musicales, llegando a la posición 17 de Billboard Hot 100, adicional a eso consiguió un desempeño regular en ventas, mientras que los otros sencillos tuvieron un bajo rendimiento.

## Antecedentes y desarrollo

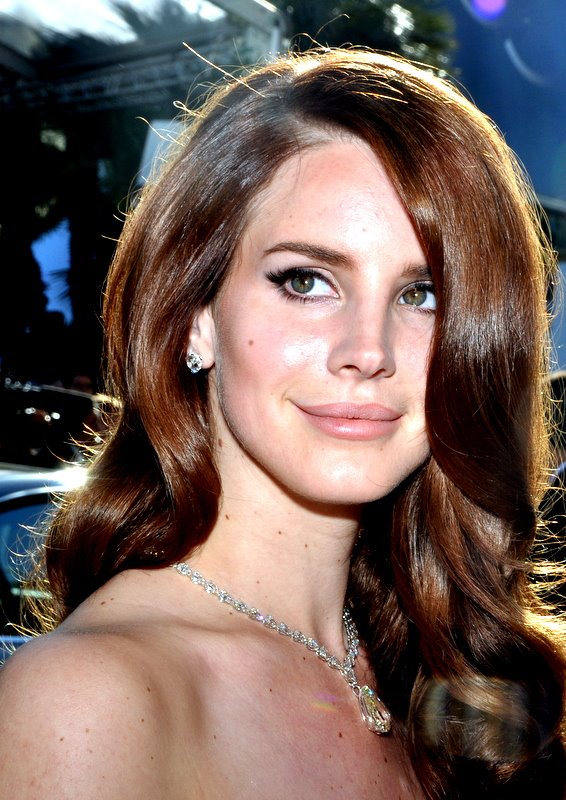
Lana Del Rey en Cannes, 2012.

Después del lanzamiento de Born to Die en 2012, Del Rey había rechazado la idea de lanzar un nuevo material discográfico, ya que según ella «ya había dicho todo lo que [ella] quería decir». Sin embargo, en febrero de 2013, había comenzado en un supuesto álbum, mencionando: «Es un poco minimalista, pero todavía cinematográfico y oscuro […] He estado trabajando en él muy despacio, pero me encanta todo lo que he hecho. He estado escribiendo en Santa Mónica, California, y sé cómo el disco suena. Ahora sólo tengo que terminarlo». Mencionó que una de las canciones del álbum se llamaría «Black Beauty», cuya versión demo fue filtrada en Internet en julio de 2013.
En una entrevista radial con 96.5TIC, la cantante habló acerca del trabajo que hizo con Dan Auerbach y declaró que el disco contiene influencias de la Costa Oeste de los Estados Unidos, así como de Brooklyn, Nueva York:

«Lo conocí en Nueva York, cuando pensaba que el álbum estaba listo, entonces simplemente decidí viajar a Nashville y me quedé allí seis semanas. Fue realmente increíble [...] Dan Auerbach y yo hicimos exactamente lo que queríamos hacer. No hay un tema específico en el disco, es algo más atmosférico. Hay más de un sonido [en el álbum]. Siento que tiene una narrativa; comienza con mi canción favorita llamada "Cruel World", que cuenta con guitarras pesadas y me gusta porque es una referencia simbólica a la costa oeste, y desde allí viajó a Brooklyn, musicalmente».

A finales del mes de octubre de 2013, en entrevista con la revista Nylon, habló acerca de la perspectiva que tenía sobre un nuevo álbum, añadiendo:

«Cuando la gente me pregunta sobre ello, sólo tengo que ser honesta — Realmente no lo sé [...] No quiero decir, Sí, sin duda — el próximo será mejor que éste, Pero realmente no tengo certeza sobre si habrá un siguiente [álbum]. Mi musa es muy voluble. Ella sólo viene a mí de vez en cuando, lo cual es molesto».

Durante el discurso previo a la proyección de Trópico, que se desarrolló el 4 de diciembre de 2013, anunció a sus admiradores presentes que su tercer álbum de estudio se titularía Ultraviolence.

«Realmente sólo quería que todos me acompañaran, para yo poder cerrar éste capítulo visualmente [Born To Die / Paradise]. Antes de lanzar mi nuevo proyecto [Ultraviolence]».

Rápidamente los periodistas identificaron el posible origen del nombre en la novela de Anthony Burgess, La naranja mecánica (1962), pero los informes fueron contradictorios en cuanto a si el título fue estilizado como una o dos palabras.
A principios de febrero de 2014, Lana Del Rey dijo que el álbum «podría ser lanzado el 1 de mayo», pero un representante de esta dijo más tarde que la fecha de lanzamiento todavía tenía que ser confirmada. El 5 de mayo de 2014, en un concierto en Montreal, Canadá, mencionó  que «Ultraviolence» sería puesto en venta «el próximo mes». Tres días después una entrevista de radio dijo que el álbum sería lanzado en la segunda semana de junio. El 14 de mayo, la cantante anunció vía Twitter que su álbum sería puesto en venta el 16 de junio.

## Composición y grabación
Todas las canciones del álbum fueron coescritas por Del Rey, excepto la versión final de «The Other Woman», éxito de los cincuenta de Jessie Mae Robinson. Además, la artista trabajo junto a otros compositores como Rick Nowels y Greg Kurstin; y como productor Dan Auerbach.
En mayo Dan Auerbach ofreció una entrevista en su estudio de grabación ubicado en Nashville, Tennessee. En dicha entrevista habló acerca de la producción del álbum y también el trabajo que realizó con Del Rey, comentando: «Ella es realmente excénctrica y tiene un gran talento. Tiene una visión definitiva de lo que es y de lo que quiere ser, musicalmente y visualmente, lo cual es muy bueno. Patrick Carney [baterista de The Black Keys] y yo siempre hemos pensado que lo ve todo como un gran proyecto artístico que quiere hacer». Admitió que no tuvo que trabajar mucho en las canciones que ya tenía Del Rey: 

«Sus demos eran tan buenos, sus canciones eran tan poderosas que sólo quería juntar a mis músicos y lograr mi sonido en sus canciones, y eso fue todo. No quería estropearlo. Cantó en directo con una banda de siete piezas. En eso consiste todo el álbum – en una banda de siete piezas con Lana cantando en directo . Fue una locura»

Conoció a Del Rey a través de su amigo Tom Elmhirst mientras el dúo estaba en la ciudad de Nueva York mezclando el último álbum de Ray Lamontagne. «No conocía mi música, ni yo la suya, para ser sinceros. La conocía porque sale mucho en la prensa. Pero simplemente salimos y hablamos sobre música y nos dimos cuenta de que teníamos cosas en común».
En enero de 2014 se rumoreaba que Del Rey y Auerbach estaban trabajando juntos en el estudio de grabación Easy Eye perteneciente a Auerbach en Nashville, Tennessee, y se decía que estaban trabajando en la producción de su próximo álbum [Ultraviolence].
Del Rey y Auerbach inicialmente pensaban trabajar juntos durante tres días, pero terminaron pasando dos semanas produciendo el álbum completo.

## Contenido musical

### Temáticas e influencias
En una entrevista ofrecida a Laura Leishman de la emisora francesa France Inter la intérprete del álbum indicó que está muy inspirada por Courtney Love, «Me gusta ella; Yo hablo mucho con ella». También mencionó que estaba muy influenciada por grandes cantantes estadounidenses del jazz como Nina Simone y Billie Holiday.

### Sonido y lírica
Musicalmente, Ultraviolence es un álbum rock alternativo y dream pop con influencia de jazz y en lo lírico no es tan diferente de su predecesor, ya que se involucran temas como el «amor», el «dinero», las «drogas» y la «fama».

Debido al contenido de letras explícitas en algunas canciones, fueron marcadas con la etiqueta Parental Advisory.

Consequence of Sound describió a «Shades of Cool» como «una balada lenta y ligeramente sombría marcada por reverberos de guitarras, atmosféricos leves y la voz de Del Rey alternándose entre pequeños susurros y lamentos».
Antes de morir Lou Reed exlíder de la banda The Velvet Underground, se mostró muy interesado en trabajar con la artista, ella lo dio a conocer en una entrevista que le concibió a The Guardian y según escribió «Brooklyn Baby» pensando en él, también añadió que hizo muchos esfuerzos por trabajar con él, que tomó un vuelo nocturno, llegó a las 7 de la mañana y dos minutos después, él murió». Según la intérprete, la letra de «Sad Girl» es sobre «ser la otra mujer en una aventura» y «Money Power Glory» la escribió como reacción a su ascenso a la fama.
| «Es una canción sobre una cantante que me acusó de no ser auténtica, pero luego me robó el estilo y lo copió descaradamente. Actúa como si yo fuera la obra de arte y ella la verdadera artista. ¡Dios mío, y la gente le cree» — Comentario de Del Rey sobre la composición de «Fucked My Way Up To The Top» ante la revista Grazia. |

## Título y cubierta
El título del álbum, Del Rey lo dio a conocer en la intervención de su cortometraje Trópico, en Cinerama Dome, Hollywood el 4 de diciembre de 2013. Diversos periodistas compararon el título con la novela La naranja mecánica de Anthony Burgess, publicada en 1962 y adaptada por Stanley Kubrick en la película homónima aparecida en el año 1971.
La cubierta de Ultraviolence la artista la dio a conocer el 9 de mayo mediante Twitter y Facebook. La misma es a blanco y negro, estando Del Rey vestida con una camiseta blanca pura y un sujetador sin tirantes, mientras que se inclina contra la puerta de un convertible, el título se sitúa en la parte de abajo, similar a la cubierta de Born to Die y Paradise.

## Promoción
Ultraviolence se dio a conocer en el estreno del cortometraje de Del Rey, Tropico, el 4 de diciembre de 2013.

### Sencillos

#### «West Coast»
El 3 de abril de 2014, Del Rey anunció que el primer sencillo del álbum se titularía «West Coast». La portada del sencillo fue compartida a través de Twitter el
10 de abril. La cantante cantó dos versos de la canción a capella en The Cosmopolitan en Las Vegas el 11 de abril. Dos días después la canción fue interpretada en vivo por primera vez en el Festival de Música y Artes de Coachella Valley. Se estrenó oficialmente en el programa de Fearne Cotton en la BBC Radio 1 el lunes 14 de abril seguido por Del Rey tuiteando un enlace que dirigía al audio oficial del sencillo en YouTube. El sencillo fue lanzado a iTunes Store en los Estados Unidos el mismo día. West Coast debutó en la posición número 17 de Billboard Hot 100 siendo esta su mejor posición en dicha lista. El audio oficial del sencillo, fue filmado en una playa de California, en el aparece Del Rey con Bradley Soileau, el audio con tan solo 24 horas luego de haber sido subido a la cuenta VEVO y YouTube de la cantante, logró 2 millones de visitas en todo el mundo.

#### «Shades of Cool»
El 23 de mayo, Del Rey anunció «Shades of Cool» como el segundo sencillo del álbum.[cita requerida] El 25 de mayo un audio oficial del sencillo fue subido a la cuenta VEVO y YouTube de Del Rey. y fue puesto en venta al día siguiente. Debutó en la posición número 79 de Billboard Hot 100. El vídeo oficial fue subido en VEVO y YouTube el mismo día del lanzamiento del álbum para los Estados Unidos. Cuenta con la participación del tatuador de celebridades de Hollywood, Mark Mahoney.

#### «Ultraviolence»
«Ultraviolence» es la canción homónima del álbum, lanzado como el tercer sencillo el 4 de junio de 2014 y promovido con un audio en VEVO como los anteriores sencillos. Debutó en la posición número 70 de Billboard Hot 100.

#### «Brooklyn Baby»
El 7 de junio, Del Rey anunció en las redes sociales el cuarto sencillo del álbum, titulado «Brooklyn Baby», al día siguiente fue colocado a la venta como descarga digital en iTunes. Logró entrar en Canadian Hot 100 y su mejor posición en dicha lista ha sido la casilla número 60.

### Gira
Antes del lanzamiento del álbum, Del Rey anunció que tendría una gira por América del Norte, así como actuaciones en varios festivales europeos.
La gira oficialmente se llama Endless Summer Tour, en la que la cantante Courtney Love hizo apariciones, esto fue a mediados del 2015.

## Recepción

### Comentarios de la crítica
Ultraviolence recibió reseñas generalmente positivas por parte de la prensa especializada. En el sitio web Metacritic el álbum obtuvo una calificación promedio de 74 de 100, basada en treinta reseñas, lo que indica «críticas mayormente favorables». Por su parte, el otro sitio web que recopila información de la crítica, AnyDecentMusic? le dio una puntuación de 7.2 de 10 sobre la base de la recolección de unas treinta y tres reseñas, lo que significa «críticas favorables». Una de las primeras reseñas la brindó Jim Farber de New York Daily News escribió: «Últimamente, ella está ordeñando fantasías clásicas masculinas de la triste Marilyn Monroe, la criatura en peligro, que sólo puede ser salvado por ti […] Y sus dólares». Alexis Petridis de The Guardian escribió que «cada coro hace clic, las melodías son uniformemente hermosas, se disparan y se abalancean, lo mejor para demostrar el aumento de la confianza en su voz». Caryn Ganz de  Rolling Stone de España emitió la siguiente crítica: «Ultraviolence es un melancólico recorrido por el romance condenado al fracaso, las adicciones incorregibles y sueños americanos que se desmoronan», asignándole una puntuación de tres estrellas y media de cinco. Según Hugh Montgomery de The Independent  «Ultraviolence es más de lo mismo, pero menos. Hay mezcla casi - transgresora de pasividad desesperada y sexualidad coqueta corriendo a través de canciones», asignadole tres estrellas de cinco. Kenneth Partridge Billboard señaló que Lana, una vez más se hunde la depravación de la cultura estadounidense, en el que canta sobre las drogas, el amor, el dinero y los coches. Para él, la producción por Auerbach ofrece una visión más silencioso que el modelo de "Born to Die", el alivio de las orquestaciones, abandonando al ritmo de hip hop y con Lana como fugitiva pop. Es un agradable contraste que lo convierte en un sorprendente álbum. Partridge le dio al álbum una puntuación 83 de 100. Kyle Anderson de la revista Entertainment Weekly dijo que el álbum magistralmente combina diversos elementos y completa redención de un cantante que debutó en 2012 con 'Born to Die' hizo una advertencia sobre la publicidad en la industria de la música. Anderson le dio al álbum una A, que significa una máxima puntuación.

### Elogios
| Publicación   | Reconocimiento                                  | Año  | Rank | Ref.   |
| ------------- | ----------------------------------------------- | ---- | ---- | ------ |
| Billboard     | Los 10 mejores álbumes de 2014                  | 2014 | #2   | [ 61 ] |
| Idolator      | Los 20 mejores álbumes, EPs y sencillos de 2014 | 2014 | #2   | [ 62 ] |
| Magazine      | Los 50 mejores discos del 2014                  | 2014 | #19  | [ 63 ] |
| Rolling Stone | 45 mejores álbumes de 2014                      | 2014 | #33  | [ 64 ] |
| Rolling Stone | 50 mejores álbumes de 2014                      | 2014 | #7   | [ 65 ] |
| The Guardian  | 10 mejores àlbumes de 2014                      | 2014 | #10  | [ 66 ] |

### Recibimiento comercial
Luego del lanzamiento de Ultraviolence, Caulfield Keith de la revista Billboard calculó que podría vender en su primera semana 175 000 a 180  000 copias únicamente en los Estados Unidos. Sin embargo hizo su debut en la mejor posición de la lista de conteo Billboard 200, con 182 000 ejemplares vendidos según Nielsen SoundScan, e incluso superó en ventas a su predecesor álbum, Born to Die que debutó en las dos con 77 000 copias. Con este disco la artista marca su primera mayor semana en ventas, además de otorgarle el primer uno en dicha lista. Por otra parte, debutó en la mejor oposición de catorce países, incluyendo el Reino Unido y marca su segundo consecutivo allí, adicional a eso logró las primeras cinco posiciones en ocho territorios. En una semana vendió 356.000 copias en todo el mundo. Durante su segunda semana, Ultraviolence descendió a la posición cuatro del Billboard 200 con 40 000 copias vendidas, lo que representó una caída del 76%. Por otra parte recibió dos certificaciones, oro en Canadá por 40 000 ejemplares vendidos y plata en el Reino Unido por 60 000. Por otra parte, el 6 de octubre del 2014, Del Rey recibió una certificación de oro en México.

## Lista de canciones
El 8 de mayo de 2014, Del Rey anunció a través de una publicación en Facebook las 14 canciones que formarían parte del álbum,  de las cuales, tres se incluyen en la edición de lujo.
- Versión estándar

| Ultraviolence |                               |                                                  |                                   |          |  |
| N.º           | Título                        | Escritor(es)                                     | Productor(es)                     | Duración |  |
| 1.            | «Cruel World»                 | Lana Del Rey • Blake Stranathan                  | Dan Auerbach                      | 6:39     |  |
| 2.            | «Ultraviolence»               | Del Rey • Daniel Heath • Henry Walter            | Auerbach • Cirkut                 | 4:11     |  |
| 3.            | «Shades of Cool»              | Del Rey • Rick Nowels                            | Auerbach                          | 5:42     |  |
| 4.            | «Brooklyn Baby»               | Del Rey • Barrie O'Neill                         | Auerbach                          | 5:51     |  |
| 5.            | «West Coast»                  | Del Rey • Nowels                                 | Auerbach                          | 4:16     |  |
| 6.            | «Sad Girl»                    | Del Rey • Nowels                                 | Auerbach • Nowels                 | 5:17     |  |
| 7.            | «Pretty When You Cry»         | Del Rey • Blake Stranathan                       | Del Rey • Stranathan • Lee Foster | 3:54     |  |
| 8.            | «Money Power Glory»           | Del Rey • Greg Kurstin                           | Kurstin                           | 4:30     |  |
| 9.            | «Fucked My Way Up to the Top» | Del Rey • Heath                                  | Auerbach                          | 3:32     |  |
| 10.           | «Old Money»                   | Del Rey • Heath • Nino Rota • Robbie Fitzsimmons | Heath                             | 4:31     |  |
| 11.           | «The Other Woman»             | Jessie Mae Robinson                              | Auerbach                          | 3:01     |  |
| 51:24         |                               |                                                  |                                   |          |  |

| Ultraviolence – Edición de Australia, Alemania y Suiza (bonus track) |                          |                       |               |          |  |
| N.º                                                                  | Título                   | Escritor(es)          | Productor(es) | Duración |  |
| 12.                                                                  | «West Coast» (radio mix) | Lana Del Rey • Nowels |               | 3:47     |  |
| 55:11                                                                |                          |                       |               |          |  |

- Versión de lujo

| Ultraviolence — Edición de lujo |                  |                                     |                             |          |  |
| N.º                             | Título           | Escritor(es)                        | Productor(es)               | Duración |  |
| 12.                             | «Black Beauty»   | Del Rey • Nowels                    | Paul Epworth • Nowels (voz) | 5:14     |  |
| 13.                             | «Guns and Roses» | Del Rey • Nowels                    | Del Rey • Nowels • Foster   | 4:30     |  |
| 14.                             | «Florida Kilos»  | Del Rey • Auerbach • Harmony Korine | Auerbach                    | 4:14     |  |
| 65:22                           |                  |                                     |                             |          |  |

- Otras versiones

| Pista adicional de iTunes Store |                     |                  |          |  |
| N.º                             | Título              | Escritor(es)     | Duración |  |
| 15.                             | «Is This Happiness» | Del Rey • Nowels | 3:44     |  |
| 69:06                           |                     |                  |          |  |

| Ultraviolence – Ediciones de Japón, Spotify, y Target (bonus track) |            |                      |          |  |
| N.º                                                                 | Título     | Escritor(es)         | Duración |  |
| 15.                                                                 | «Flipside» | Del Rey • Stranathan | 5:11     |  |
| 69:06                                                               |            |                      |          |  |

| Ultraviolence – Fnac edition (disco bonus) |            |                           |                           |          |  |
| N.º                                        | Título     | Escritor(es)              | Productor(es)             | Duración |  |
| 1.                                         | «Flipside» | Lana Del Rey • Stranathan | Lana Del Rey • Stranathan | 5:11     |  |

| Ultraviolence – Japanese iTunes Store edition (bonus tracks) |                     |                      |          |  |
| N.º                                                          | Título              | Escritor(es)         | Duración |  |
| 15.                                                          | «Is This Happiness» | Del Rey • Nowels     | 3:44     |  |
| 16.                                                          | «Flipside»          | Del Rey • Stranathan | 5:10     |  |

- Otros formatos
  - Caja recopilatoria de lujo:[82]
    - 4 litografías 12 x 12
    - CD digipack edición de lujo; y
    - 2 discos de vinilo

- Créditos de sample
  - «Ultraviolence» contiene un sample de la canción «He Hit Me (and It Felt Like a Kiss)» escrita por Gerry Goffin y Carole King.
  - La remezcla de «West Coast» para Alemania, Austria y Suiza fue hecha por Rick Nowels.

## Posicionamiento en listas

### Posiciones semanales
| País              | Lista                             | Mejor posición    | Ref.              |                   |                   |                   |                   |
| América del Norte | América del Norte                 | América del Norte | América del Norte | América del Norte | América del Norte | América del Norte | América del Norte |
| ----------------- | --------------------------------- | ----------------- | ----------------- | ----------------- | ----------------- | ----------------- | ----------------- |
| Canadá            | Canadian Albums Chart             | 1                 | [ 83 ]            |                   |                   |                   |                   |
| Estados Unidos    | Billboard 200                     | 1                 | [ 69 ]            |                   |                   |                   |                   |
| Estados Unidos    | Digital Albums                    | 2                 | [ 84 ]            |                   |                   |                   |                   |
| Estados Unidos    | Top Tastemaker Albums (Billboard) | 1                 | [ 85 ]            |                   |                   |                   |                   |
| México            | Mexican Albums Chart              | 3                 | [ 86 ]            |                   |                   |                   |                   |
| Asia              |                                   |                   |                   |                   |                   |                   |                   |
| China             | Sino Chart                        | 4                 |                   |                   |                   |                   |                   |
| Corea del Sur     | Korean International Albums       | 28                | [ 87 ]            |                   |                   |                   |                   |
| Japón             | Japan Albums                      | 50                | [ 88 ]            |                   |                   |                   |                   |
| Rusia             | Russian Albums Chart              | 1                 | [ 89 ]            |                   |                   |                   |                   |
| Taiwán            | Taiwanese Albums Chart            | 7                 | [ 90 ]            |                   |                   |                   |                   |
| Europa            |                                   |                   |                   |                   |                   |                   |                   |
| Alemania          | German Albums Chart               | 3                 |                   |                   |                   |                   |                   |
| Austria           | Austrian Albums Chart             | 5                 | [ 91 ]            |                   |                   |                   |                   |
| Bélgica (Flandes) | Ultratop 50 Albums                | 1                 | [ 92 ]            |                   |                   |                   |                   |
| Bélgica (Valonia) | Ultrapop 50 Albums                | 1                 | [ 92 ]            |                   |                   |                   |                   |
| Croacia           | Croatian Top 40 Albums Chart      | 7                 | [ 93 ]            |                   |                   |                   |                   |
| Dinamarca         | Danish Albums Chart               | 1                 | [ 94 ]            |                   |                   |                   |                   |
| Escocia           | Scottish Albums Chart             | 1                 | [ 95 ]            |                   |                   |                   |                   |
| España            | Spanish Albums Chart              | 1                 | [ 96 ] [ 97 ]     |                   |                   |                   |                   |
| Finlandia         | Finnish Albums Chart              | 1                 | [ 98 ]            |                   |                   |                   |                   |
| Francia           | French Albums Chart               | 2                 | [ 99 ]            |                   |                   |                   |                   |
| Grecia            | Greek Albums Chart                | 1                 | [ 100 ]           |                   |                   |                   |                   |
| Hungría           | Top 40 album- lista               | 6                 | [ 101 ]           |                   |                   |                   |                   |
| Irlanda           | Irish Albums Chart                | 2                 | [ 102 ]           |                   |                   |                   |                   |
| Italia            | Italian Albums Chart              | 2                 | [ 103 ]           |                   |                   |                   |                   |
| Noruega           | Norwegian Albums Chart            | 1                 | [ 104 ]           |                   |                   |                   |                   |
| Países Bajos      | Dutch Albums Top 100              | 5                 | [ 105 ]           |                   |                   |                   |                   |
| Polonia           | Polish Albums Chart               | 1                 | [ 106 ]           |                   |                   |                   |                   |
| Portugal          | Portuguese Albums Chart           | 3                 | [ 107 ]           |                   |                   |                   |                   |
| Reino Unido       | UK Albums Chart                   | 1                 | [ 108 ]           |                   |                   |                   |                   |
| República Checa   | Čzech Albums Chart                | 4                 | [ 109 ]           |                   |                   |                   |                   |
| Suecia            | Swedish Albums Chart              | 6                 | [ 110 ]           |                   |                   |                   |                   |
| Suiza             | Swiss Albums Chart                | 2                 | [ 111 ]           |                   |                   |                   |                   |
| Oceanía           |                                   |                   |                   |                   |                   |                   |                   |
| Australia         | Australian Albums Chart           | 1                 | [ 112 ]           |                   |                   |                   |                   |
| Nueva Zelanda     | New Zealand Albums Chart          | 1                 | [ 113 ]           |                   |                   |                   |                   |

### Posiciones mensuales
| Argentina | Ranking Mensual CAPIF | 4 | [ 114 ] |

### Sucesión en listas
| Predecesor: Let the Ocean Take Me de The Amity Affliction | Australian Albums Chart — Álbum número 1 23 de junio de 2014 — 7 de julio de 2014   | Sucesor: X de Ed Sheeran                      |
| Predecesor: Lazaretto de Jack White                       | Canadian Albums Chart — Álbum número 1 28 de junio de 2014 — 5 de julio de 2013     | Sucesor: X de Ed Sheeran                      |
| Predecesor: 48:13 de Kasabian                             | Scottish Albums Chart — Álbum número 1 22 de junio de 2014 — 29 de junio de 2014    | Sucesor: X de Ed Sheeran                      |
| Predecesor: Lazaretto de Jack Withe                       | Billboard 200 — Álbum número 1 28 de junio de 2014 — 5 de julio de 2014             | Sucesor: X de Ed Sheeran                      |
| Predecesor: Janna de Janna                                | Finnish Albums Chart — Álbum número 1 23 de junio de 2014 — 7 de julio de 2014      | Sucesor: Once More 'Round the Sun de Mastodon |
| Predecesor: Stay Gold de First Aid Kit                    | Norwegian Albums Chart — Álbum número 1 20 de junio de 2014 — 27 de junio de 2014   | Sucesor: X de Ed Sheeran                      |
| Predecesor: Halcyon Days de Ellie Goulding                | New Zealand Albums Chart — Álbum número 1 23 de junio de 2014 — 30 de junio de 2014 | Sucesor: X de Ed Sheeran                      |
| Predecesor: Lungs de Florence and the Machine             | Polish Albums Chart — Álbum número 1 23 de junio de 2014 — 7 de julio de 2014       | Sucesor: Ten de Pearl Jam                     |
| Predecesor: 48:13 de Kasabian                             | UK Albums Chart — Álbum número 1 22 de junio de 2014 — 29 de junio de 2014          | Sucesor: X de Ed Sheeran                      |

### Certificaciones
| Territorio     | Organismo certificador | Certificación | Ventas certificadas | Simbolización | Ref.    |
| -------------- | ---------------------- | ------------- | ------------------- | ------------- | ------- |
| Alemania       | BVMI                   | Oro           | 100 000             | ●             |         |
| Australia      | ARIA                   | Oro           | 35 000              | ●             | [ 115 ] |
| Canadá         | CRIA                   | Oro           | 40 000              | ●             | [ 116 ] |
| Estados Unidos | RIAA                   | Oro           | 500 000             | ●             |         |
| México         | AMPROFON               | Oro           | 30 000              | ●             |         |
| Reino Unido    | BPI                    | Oro           | 100 000             | ●             |         |
| Polonia        | ZPAV                   | Platino       | 20 000              | ▲             |         |
| Brasil         | ABPD                   | Platino       | 40 000              | ▲             |         |
| Francia        | SNEP                   | Platino       | 100 000             | ▲             | [ 117 ] |

Nota: De acuerdo a la simbología de la International Federation of the Phonographic Industry (IFPI), los discos de platino son representados por "▲", oro por "●" y plata con "♦".

## Historial de lanzamientos
| País           | Fecha               | Edición                                      | Formato(s)                                | Discográfica |
| -------------- | ------------------- | -------------------------------------------- | ----------------------------------------- | ------------ |
| Alemania       | 13 de junio de 2014 | - Estándar - Versión de lujo - Super de lujo | - CD - Disco de vinilo - Descarga digital | Universal    |
| Países Bajos   | 13 de junio de 2014 | - Estándar - De lujo                         | - CD - Disco de vinilo - Descarga digital | Polydor      |
| Suiza          | 13 de junio de 2014 | - Estándar - De lujo                         | - CD - Disco de vinilo - Descarga digital | Universal    |
| Francia        | 16 de junio de 2014 | - Estándar - De lujo - Super de lujo         | - CD - Disco de vinilo - Descarga digital | Universal    |
| Reino Unido    | 16 de junio de 2014 | - Estándar - De lujo                         | - CD - Disco de vinilo - Descarga digital | Polydor      |
| Italia         | 16 de junio de 2014 | - Estándar - De lujo - Super de lujo         | - CD - Disco de vinilo - Descarga digital | Polydor      |
| Canadá         | 17 de junio de 2014 | - Estándar - De lujo                         | - CD - Disco de vinilo - Descarga digital | Universal    |
| México         | 17 de junio de 2014 | - Estándar - De lujo                         | - CD - Descarga digital                   | Interscope   |
| España         | 17 de junio de 2014 | - Estándar - De lujo - Super de lujo         | - CD - Disco de vinilo - Descarga digital | Universal    |
| Estados Unidos | 17 de junio de 2014 | - Estándar - De lujo                         | - CD - Disco de vinilo - Descarga digital | Interscope   |
| Japón          | 18 de junio de 2014 | - Estándar - De lujo                         | - CD - Disco de vinilo - Descarga digital | Interscope   |

## Créditos y personal
La lista que se muestra a continuación son los profesionales que intervinieron en el diseño de Ultraviolence en su versión estándar y de lujo, de acuerdo con el folleto del álbum y el sitio web AllMusic:
| - Lana Del Rey – artista principal, composición, producción, voz y vocales de fondo - Dan Auerbach – aplausos, guitarra acústica de doce cuerdas, guitarra eléctrica, mezcla, producción, shaker, sintetizador y vocales de fondo - Julian Burg – ingeniería - John Davis – masterización e ingeniería en masterización - Collin Dupuis – programación de batería, ingeniería, mezcla y sintetizador - Robbie Fitzsimmons – composición - Brian Griffin – batería - Milton Gutiérrez – ingeniería - Daniel Heath – Arreglo, composición y producción - Phil Joly – Ingeniería, ingeniería en grabación y mezcla - Seth Kaufman – Aplauso, guitarra eléctrica, omnichord, percusión, sintetizador y coros - Neil Krug – fotografía - Greg Kurstin – composición, batería, guitarra, bajo eléctrico, teclado, mezcla y producción - Lee Foster – producción - Alfreda McCrary Lee – vocales de fondo - Mat Maitland – diseño - Ben Mawson – administración - Ann McCrary – vocales de fondo - Regina McCrary – vocales de fondo - Matthew McGaughey – orquestación - Kieron Menzies – ingeniería vocal | - Leon Michaels – aplausos, mellotron, percusión, piano, saxofón tenor, saxofón, sintetizador y pandereta - Ed Millett – administración - Nick Movshon – bajo eléctrico, contrabajo eléctrico, aplausos y batería - Rick Nowels – composición, producción vocal y piano - Barrie O'Neill – composición - Robert Orton – mezcla - Russ Pahl – guitarra acústica, guitarra eléctrica y guitarra de acero con pedal - Alex Pasco – ingeniería y asistente de ingeniería - Jessie Mae Robinson – composición - Myan Soffia – fotografía - Blake Stranathan – composición, guitarra y producción - Kenny Vaughan – guitarra acústica, guitarra eléctrica, mellotron y sintetizador - Maximilian Weissenfeldt – pandereta y batería - Andy Zisakis – asistente de ingeniería - Ed Harcourt – piano - Tom Herbert – bajo eléctrico - Nikolaj Torp Larsen – órgano y mellotron - Pablo Tato – guitarra - Leo Taylor – batería - Vira Byramji – asistente de ingeniería - Paul Epworth – producción - Matt Wiggins – ingeniería |